# Marino Cardelli
Marino Cardelli (Borgo Maggiore, 5 ottobre 1987) è un ex sciatore alpino sammarinese, unico atleta del suo Paese ad aver partecipato ai XX Giochi olimpici invernali di Torino 2006 e ai XXI di Vancouver 2010.

## Biografia
Nato a Borgo Maggiore e attivo in gare FIS dal dicembre del 2003, Cardelli non esordì mai né in Coppa del Mondo né in Coppa Europa, ma debuttò ai Campionati mondiali in occasione della rassegna iridata di Bormio 2005, dove si classificò 69° nello slalom gigante. L'anno dopo fu l'unico atleta di San Marino a partecipare ai XX Giochi olimpici invernali di Torino 2006; dopo essere stato portabandiera durante la cerimonia di apertura, non concluse lo slalom gigante.
Ai Mondiali di Åre 2007 fu 48° nello slalom gigante e non concluse lo slalom speciale; nella stessa stagione partecipò anche alla XXIII Universiade invernale, a Torino, classificandosi 45º nello slalom speciale e non concludendo lo slalom gigante. Anche nel 2009 partecipò sia ai Mondiali di Val-d'Isère (54° nello slalom speciale, non concluse lo slalom gigante), sia alla XXIV Universiade invernale di Harbin (49° nel supergigante, 47° nello slalom gigante, non concluse lo slalom speciale). Si congedò dal Circo bianco in occasione dei XXI Giochi olimpici invernali di Vancouver 2010, dove fu nuovamente l'unico sammarinese e portabandiera e si classificò 80° nello slalom gigante.